# DPPH
DPPH는 유기 화합물 2,2-diphenyl-1-picrylhydrazyl의 일반적인 약어이다. 안정한 자유 라디칼 분자로 구성된 짙은 색의 결정성 분말이다. DPPH는 실험에서 두 가지 방식으로 주로 응용된다. 하나는 라디칼을 포함하는 화학 반응의 분석제이며, 이때 가장 주목할만한 것은 일반적인 항산화도 분석이고 다른 하나는 전자 상자성 공명 신호의 위치 및 강도에 대한 표준 설정이다.

## 특성
DPPH는 격자 대칭과 융점에 따라 다른 여러 결정 형태를 가지고 있다. 
- 상용 분말은 ~130°C에서 녹는 상 혼합물이다.
- DPPH-I(m.p. 106 °C)는 사방정계이다.
- DPPH-II(m.p. 137 °C)는 무정형이다.
- DPPH-III(m.p. 128–129 °C)는 삼임상이다.[2]

## 사용
DPPH는 잘 알려진 라디칼이며 다른 라디칼에 대한 트랩("스캐빈저")이다. 따라서 DPPH 첨가 시 화학 반응의 속도 감소는 해당 반응의 라디칼 특성을 나타내는 지표로 사용된다. 약 520nm를 중심으로 하는 강한 흡수대 때문에 DPPH 라디칼은 용액에서 짙은 보라색을 띠고 중화되면 무색 또는 옅은 노란색이 된다. 이 속성을 통해 반응을 시각적으로 모니터링할 수 있으며 초기 라디칼의 수는 520nm에서의 광 흡수 또는 DPPH의 EPR 신호의 변화에서 계산할 수 있다.
DPPH는 효율적인 라디칼 트랩이기 때문에 라디칼 매개 중합의 강력한 억제제이기도 하다.
안정적이고 잘 특성화된 고체 라디칼 소스인 DPPH는 전자 상자성 공명(EPR) 신호의 위치(g-마커) 및 강도에 대한 전통적이고 아마도 가장 널리 사용되는 표준이다. 칭량에 의해 결정되고 DPPH에 대한 EPR 분할 계수는 g = 2.0036에서 보정된다. DPPH 신호는 일반적으로 더 넓은 전력 범위에서 마이크로파 전력의 제곱근에 따라 강도가 선형적으로 증가하는 단일 라인에 집중된다는 점에서 편리하다. DPPH 라디칼의 묽은 성질(41개 원자당 하나의 짝을 이루지 않은 스핀)은 상대적으로 작은 선폭(1.5-4.7G)을 초래한다. 그러나 용매 분자가 결정에 남아 있고 측정이 고주파 EPR 설정(~200GHz)으로 수행되는 경우 선폭이 증가할 수 있으며, 여기서 DPPH의 약간의 g-이방성이 감지 가능하게 된다.
DPPH는 일반적으로 상자성 고체이지만 0.3K 정도의 매우 낮은 온도로 냉각되면 반강자성 상태로 변한다. 이 현상은 1963년 프로호로프(Alexander Prokhorov)에 의해 처음 보고되었다.

## DPPH를 사용하는 실험 중 하나인 항산화도 측정 실험 과정은 다음과 같이 진행한다.[11]
1. 시료의 상태에 따라 80% 또는 100%의 메탄올*(이하 실험의 모든 메탄올*은 에탄올로 대체하여서도 실험 가능함) 이용하여 약 1주간 추출한다.
2. 메탄올*을 이용하여 알고 싶은 항산화 활성 정도(300μg/mL 또는 500μg/mL)에 맞추어 용액을 제조한다.
3. 항산화성 검증의 경우 추출액 100μL 또는 Ascorbic acid 100μL 또는 메탄올* 100μL를 준비한다. 이 준비된 용액을 메탄올* 150μL과 섞어 250μL 용액을 준비한다. 여기에 DPPH 150μL를 추가하여 총 400μL 용액을 만든 뒤 흡광도를 측정한다(추천하는 흡광도는 518nm이다).
4. 3번 과정 대신 IC50 값을 구하는 정량실험을 진행할 수도 있다. 이 실험의 경우 0.75μg/mL의 시료를 기준으로 1/3씩 희석시켜 비율을 잡는다. 즉, 시료 희석액/Ascorbic acid(25μg/mL)/메탄올을 100μL, DPPH 100μL을 섞어서 비교하여 실험하면 된다.
5. 4번 실험의 경우 시료에 색이 연한 경우에는 상관 없지만, 시료의 색이 진하다면 시료 희석액에 대한 blank를 넣어서 계산해야 한다. 이는 시료 자체의 색이 진하면 파장이 높아지기에 항산화 활성도가 같이 높아지는 것을 막기 위함이다.